# ويليام كورديرو ميلو
ويليام كورديرو ميلو هو لاعب كرة قدم برازيلي في مركز الدفاع، ولد في 15 يوليو 1993 في إيتابونا في البرازيل. لعب مع نادي أتلتيكو هيرمان أيشينجار ونادي فيغورينسي.

## وصلات خارجية
- ويليام كورديرو ميلو على موقع قاعدة بيانات كرة القدم.إي يو (الإنجليزية)
- ويليام كورديرو ميلو على موقع Soccerway.com (الإنجليزية)
- ويليام كورديرو ميلو على موقع عالم كرة القدم.نت (الإنجليزية)